# آلوت
اَلوت، روستایی از توابع بخش نمشیر شهرستان بانه در استان کردستان ایران است.
در لغتنامه دهخدا به نقل از فرهنگ جغرافیایی ایران نوشته حسینعلی رزم آرا نام این روستا به صورت اَلوت [اَ] آمده است که در 7 هزارگزی مرز عراق کنار رودخانه ٔ زاب و 36 هزارگزی باختر بانه در منطقه ایی کوهستانی و سردسیر واقع است و سکنه آن سنی مذهب هستند و به کردی سخن میگویند. آب آن از چشمه و محصول آن غلات ، توتون ، انگور،انار، سقز و لبنیات و شغل مردم زراعت و گله داری است.

## جمعیت
این روستا در دهستان بوالحسن قرار دارد و براساس سرشماری مرکز آمار ایران در سال ۱۳۸۵، جمعیت آن ۹۱۶ نفر (۱۸۷خانوار) بوده‌است.